# Halekoppa, Sorab
Halekoppa là một làng thuộc tehsil Sorab, huyện Shimoga, bang Karnataka, Ấn Độ.